# Frank Kühne (Schwimmer)
Frank Kühne (* 14. Dezember 1961) ist ein ehemaliger Schwimmsportler aus der DDR.
Frank Kühne gewann bei den DDR-Meisterschaften 1978 den Titel mit der 4-mal-100-Meter-Freistilstaffel des SC DHfK Leipzig. 1979 und 1980 siegte er jeweils mit der Lagenstaffel, wobei Frank Kühne der Schlussschwimmer auf der Freistillage war. Außerdem belegte Frank Kühne 1980 den dritten Platz über 100 Meter Freistil hinter Jörg Woithe und Knut Bludau.
Bei den Olympischen Spielen 1980 in Moskau trat Frank Kühne in vier Wettbewerben an. Über 100 Meter und 200 Meter Freistil schied er jeweils im Vorlauf aus. Die 4-mal-200-Meter-Freistilstaffel in der Besetzung Frank Kühne, Detlev Grabs, Frank Pfütze und Rainer Strohbach gewann den ersten Vorlauf. Im Finale schwammen Pfütze, Woithe, Grabs und Strohbach zur Silbermedaille hinter der sowjetischen Staffel. Die Lagenstaffel mit Dietmar Göhring, Jörg Walter, Roger Pyttel und Frank Kühne qualifizierte sich als Vierte des zweiten Vorlaufs für das Finale. Erneut musste Kühne für Jörg Woithe weichen, im Finale belegten Göhring, Walter, Pyttel und Woithe den vierten Platz.